# Platyoides walteri
Platyoides walteri là một loài nhện trong họ Trochanteriidae. Loài này phân bố ở het Oosten en Zuiden van Afrika en is geïntroduceerd in Australië.